# MECE-principe
Het MECE-principe is een uitgangspunt voor het opdelen van een groep (verzameling) in een partitie, dat wil zeggen in deelgroepen die geen gemeenschappelijke elementen hebben.

## Algemeen
Het Engelse acroniem 'MECE' staat voor Mutually Exclusive, Collectively Exhaustive, oftewel wederzijds exclusief en gezamenlijk compleet. Het is een groeperingsprincipe met als uitgangspunt dat een groep in subgroepen wordt opgedeeld die geen overlap kennen en gezamenlijk de gehele groep representeren. Hantering van het MECE-principe bij data-analyse voorkomt het dubbel tellen of het over het hoofd zien van data. Het creëert maximale helderheid en maximale volledigheid. Door middel van een analyse aan hand van het MECE-principe probeert men de besluitvorming te verbeteren. Potentiële risico's kunnen makkelijker geïdentificeerd worden, en men kan aan hand van de MECE-analyse een beter onderscheid maken tussen relevante en minder relevante elementen van een dataset.

## Voorbeeld
Een voorbeeld van een MECE-categorisering is het opdelen van een groep mensen naar geboortejaar (aangenomen dat dit bij iedereen bekend is). Een voorbeeld van niet-MECE-categoriseren is het opdelen van een groep mensen naar nationaliteit. Nationaliteiten zijn niet wederzijds uitsluitend, aangezien mensen meer dan één nationaliteit kunnen hebben. Nationaliteiten zijn tevens niet gezamenlijk grondig aangezien er mensen zijn zonder nationaliteit.

## Gebruik
Hoewel adviesbureau McKinsey de eer claimt voor ontwikkeling van dit principe, gaat de oorsprong ervan terug naar Aristoteles en wordt dit breed gebruikt binnen de adviesbranche, data analyse en automatisering.